# Mankranso
Mankranso ist ein Ort mit über 5000 Einwohnern in der Ashanti Region im westafrikanischen Staat Ghana.

## Beschreibung
Er ist die Hauptstadt des Distriktes Ahafo Ano South und liegt zwischen der Regionalhauptstadt Kumasi unweit von Tepa. Hier steht die einzige Senior Secondary School des Distriktes der Bevölkerung zur Verfügung.